# Монте II (Потенца)
Монте II (итал. Monte II) је насеље у Италији у округу Потенца, региону Базиликата.
Према процени из 2011. у насељу је живело 22 становника. Насеље се налази на надморској висини од 645 м.